# Злати-Войвода
Злати-Войвода (болг. Злати войвода) — село в Болгарии. Находится в Сливенской области, входит в общину Сливен. Население составляет 1088 человек.

## Политическая ситуация
В местном кметстве Злати-Войвода, в состав которого входит Злати-Войвода, должность кмета (старосты) исполняет Стоян Вылков Тенев (Болгарская социалистическая партия).
Кмет (мэр) общины Сливен — Стефан Николов Радев (ГЕРБ).